# Українсько-норвезькі відносини
Україно-норвезькі відносини — сукупність міжнародних двосторонніх відносин між Україною та Королівством Норвегія, а також співпраці обох країн у міжнародних організаціях та інших міжнародних інституціях.

## Історія відносин
Нормани брали участь у формуванні першої Київської держави (в скандинавських сагах — Гардарики). У VIII-XIX століттях скандинавське населення - шведи, норвежці та данці називались норманами. В знаменитій хроніці Нестора "Повість временних літ" під 862 роком міститься поетична легенда про старійшин слов'янських племен, які запрошували варягів прийти на Русь і стати її правителями.

І не було в них правди, і встав рід на рід, і були усобиці в них, і воювати вони між собою почали. І сказали вони: «Пошукаємо самі собі князя, який би володів нами і рядив за угодою, по праву».
Пішли вони за море до варягів, до русі. Бо так звали тих варягів — русь, як ото одні звуться свеями, а другі — норманами, англами, інші — готами, — отак і ці. Сказали русі чудь, словени, кривичі і весь: «Земля наша велика і щедра всім, а порядку в ній нема. Ідіть-но княжити і володіти нами».

Легенда розповідає про трьох братів — Рюрика, Синеуса і Трувора які взяли свої роди і почали правити в слов'янських містах Ладога, Білоозеро і Ізборськ. Від цих варягів, за словами літописця, дістала назву Руська земля. Пізніше, через два роки, молодші брати померли, і вся влада над північними східнослов'янськими племенами словен і кривичів була зосереджена в руках Рюрика. Історики давно прийшли до висновку про міфічний характер братів Рюрика. Тим не менше, немає ніяких сумнівів у тому, що Рюрик справді існував, і, як каже літопис, він прийшов на Русь зі своїми родичами і дружиною. Таким чином, відповідно до «Повісті временних літ», Рюрик став засновником князівської династії на Русі.
Відомо, що дружини варягів, руські князі використовували для участі у військових походах. Така військова допомога була необхідна в основному для зовнішніх військових походів Київської Русі (наприклад, походи Олега, Ігоря та Володимира на Візантію; війна Ярослава Мудрого з печенігами), але варяги також використовувались для з'ясування стосунків між князями в міжусобній боротьбі. Крім того, тексти договорів 907, 911 і 944 років між Руссю і Візантією свідчать, що серед послів були люди зі скандинавськими іменами. Скандинави на Русі були не тільки найманими воїнами, але і дипломатами.
У джерелах до історії Київської Русі є багато свідчень про участь данців і шведів у Русько-скандинавських середньовічних зв'язках. Є також факти відносин між Київською Руссю і Норвегією, хоч вони і менш численні. Прикладом цього є археологічні знахідки срібних монет, у Несі, що карбувалися в Київській Русі за часів Володимира і Ярослава.
Одним з найвідоміших фактів того часу — одруження дочки Ярослава Мудрого Єлизавети з норвезьким принцом, а згодом й майбутнім королем Норвегії (1045-1066) Гаральдом ІІІ Суворим.

## Визнання Норвегією незалежності України та встановлення дипломатичних відносин
Норвегія визнала незалежність України 24 грудня 1991 р. Дипломатичні відносини між Україною і Королівством Норвегія встановлені 5 лютого 1992 р. Посольство Королівства Норвегія в Україні було відкрито у Києві у 1992 р. У жовтні 2001 р. в Осло створено Дипломатичне представництво України у Королівстві Норвегія, яке у вересні 2004 р. було перетворено на Посольство України у цій державі.

## Політичний діалог
Політичний діалог з Норвегією розвивається на усіх рівнях. З часу встановлення дипломатичних відносин між нашими державами відбулися такі взаємні візити і зустрічі на високому політичному рівні: візит в Україну Міністра закордонних справ Норвегії Т. Столтенберга (лютий 1992 р.), візит до Норвегії Міністра закордонних справ України Г. Удовенка (березень 1996 р.), візит в Україну Міністра закордонних справ Норвегії Т. Ягланда (листопад 2000 р.), візит до Норвегії Міністра закордонних справ України К. Грищенка (червень 2004 р.), візит Віце-прем'єр-міністра України з питань європейської інтеграції О. Рибачука до Норвегії (31 травня — 2 червня 2005 р.), офіційний візит в Україну Міністра закордонних справ Норвегії Й. Г. Стьоре (30 — 31 травня 2006 р.), та ряд двосторонніх контактів на високому рівні в рамках міжнародних форумів 2009–2010 років.
На парламентському рівні відбулися перші візити в Україну делегації Стортингу на чолі з його Президентом, пані К. К. Грьондаль (травень 1999 р.) та Президентом Т. Ягландом у 2009 р. до Норвегії — делегації Верховної Ради України на чолі з її Головою В. Литвином (лютий 2003 р.), групи депутатів ВРУ протягом 2009–2010 років.
Політичний діалог підтримується також у формі регулярних консультацій між МЗС обох держав та взаємодії між нашими державами у міжнародних організаціях — ООН, ЮНЕСКО, Раді Європи, ОБСЄ, СОТ та інших.
З багатьох питань українсько-норвезьких двосторонніх відносин, а також міжнародного порядку денного українська і норвезька сторони виявляють свою взаємну зацікавленість та близькість у підходах і оцінках, зокрема у питаннях дальшого розвитку демократичних та ринкових реформ в Україні, якнайповнішого використання потенціалу обох країн у взаємовигідному торговельно-економічному співробітництві, боротьби з міжнародним тероризмом та піратством, зміцнення ролі ООН, у забезпеченні міжнародної безпеки, партнерства і співробітництва з ЄС тощо.
Норвегія прихильно ставиться і неодноразово підтверджувала свою послідовну підтримку курсу України на європейську інтеграцію.

## Торговельно-економічна співпраця
Активно розвивається торговельно-економічна співпраця. Аналіз статистичних даних засвідчує стабільну тенденцію до зростання обсягів двосторонньої торгівлі між Україною та Норвегією у середньому на 30% за останні роки, крім 2009 року (з огляду на світову фінансову кризу). 
Основними товарними позиціями експорту з України є плавучі морські та річкові засоби (45,9 %), чорні метали та вироби з них (32,4 %), продукти неорганічної хімії (17,5 %), транспортне обладнання, деревина і вироби з деревини. Основні статті імпорту з Норвегії в Україну: риба та морепродукти (близько 80 % структури норвезького експорту), нікель і вироби з нікелю, електричні машини й устаткування, електротехнічне обладнання та прилади, фармацевтична продукція.
Норвегія посідає 33 місце серед 125 країн-інвесторів за обсягами прямих інвестицій в Україну. У 2010 р. в Україні діяло 33 підприємства з норвезьким капіталом. Понад дві третини норвезьких інвестицій здійснюються у галузь зв’язку (71,2 млн дол. США). Окрім того, об’єктами інвестицій є нерухомість, видавнича справа, сільське господарство тощо .
З 2008 р. в Осло діє Норвезько-українська торгово-промислова палата, до якої належать 33 суб’єкти підприємницької діяльності. Палата сприяє розширенню співпраці між Україною та Норвегією у сферах торгівлі й промислових технологій, надає інформаційні послуги щодо оцінки економічної ситуації в Норвегії та Україні, займається організацією різноманітних заходів і конференцій з метою поширення інформації про торговельні та інвестиційні можливості в Україні. Стати членами торгово-промислової палати можуть як приватні компанії, так і компанії державного сектору, які зацікавлені у співпраці між промисловцями Норвегії та України.

## Гуманітарна співпраця
Слабше розвивається співпраця у культурній та гуманітарній сферах. Тут досі відсутня необхідна договірно-правова основа. Це пов’язано з тим, що, хоча уряд Норвегії й заохочує у принциповому плані співпрацю країни у гуманітарній сфері з іншими державами, питання практичної реалізації такого співробітництва передаються на розсуд його безпосередніх учасників — закладів культури, освіти, відповідних громадських організацій тощо. У переважній більшості випадків такі заклади є досить невеликими та нерідко стикаються з проблемами фінансового забезпечення своєї діяльності. Це, безумовно, негативно впливає на розвиток їхньої двосторонньої співпраці у відповідних сферах з іноземними організаціями, у т.ч. й з українськими.
Норвегія також допомагає розв'язувати проблему пов'язану із соціальною адаптацією військовослужбовців звільнених у запас зі Збройних Сил України. Свідченням цього є проєкт "Україна-Норвегія" — "Професійна перепідготовка звільнених у запас кадрових
військовослужбовців Збройних Сил України та інших силових структур, членів їх сімей та сприяння їх працевлаштуванню", що реалізується з 2003 року Міжнародним фондом соціальної адаптації в Україні за сприяння Королівства Норвегія. За десять років свого існування проєкт став одним з
наймасштабніших міжнародних проєктів на території України.
Послугами проєкту скористалися близько 5000 військовослужбовців та членів їх сімей.
Учасниками проєкту стали провідні університети України та громадські організації ветеранів Збройних Сил України. У період 2003 - 2007 років проєкт фінансувався Міністерством оборони Норвегії, а з 2008 року — Міністерством закордонних справ Норвегії. Незмінним партнером проєкту залишається Університет Нурланда (м. Будо, Норвегія). Довгострокова мета проєкту: зменшення впливу негативних соціальних наслідків економічних реформ та реформ оборонного сектору України для звільнених у запас кадрових військовослужбовців та членів їх сімей та сприяння розвитку співпраці між двома країнами.
З 2014 в Україні діє Українсько-скандинавський центр метою якого є сприяння розвитку відносин між Україною та країнами Скандинавії (в тому числі Норвегії) в культурній, освітній та соціальній сферах. Зокрема, у 2016 році Українсько-скандинавський центр спільно з ЧНУ провів першу україно-норвезьку літню школу, до якої було залучено 30 студентів з Норвегії та України.